# 2024 dans la fonction publique
Cet article présente les faits marquants de l'année 2024 dans la fonction publique.

## Décès

### Janvier
- 22 janvier : Pierre Chassigneux, Homme d'affaires et haut fonctionnaire français.

### Février
- 1er février : Jean-François Cordet, Haut fonctionnaire français.

- 7 février : Ryōko Akamatsu, Diplomate, fonctionnaire et femme politique japonaise.

### Mars
- 2 mars : Alain Gerolami, Haut fonctionnaire français.
- 16 mars : Georges Pérol, Haut fonctionnaire et homme politique français.

### Mai
- 4 mai : Ignacio Bayón, Homme politique, haut fonctionnaire et entrepreneur espagnol.